# Dacia Bigster
A Dacia Bigster a Dacia által gyártott autótípus.
A jármű alapjául szolgáló koncepcióautót a Dacia autógyártó (anyavállalatán, a Renault keresztül) 2021. január 14-én mutatta be.
A tanulmány első pillantást vet a márka Duster utáni második SUV-jára, amely 2025-ben kerül piacra  a Groupe Renault által korábban közzétett hivatalos ütemterv szerint, amely csatlakozik két új, 2022-ben és 2024-ben esedékes B-szegmensű autóhoz.
A 4,6 méteres Bigster majdnem akkora, mint a  Škoda Kodiaq, amely 4697 mm hosszú, így 280 mm-rel hosszabb, mint a második generációs Duster. Ennek eredményeként az autógyártó szerint "nagyon tágas belső teret" ígér, és lehetőséget kell biztosítani a harmadik sorra is, jelezték a korábbi jelentések, de ezt még meg kell erősíteni.
Sziluettje nem áll messze a Dustertől, de dizájn szempontból a Bigster nem hasonlít a Dacia portfólió egyik járművére sem. Elöl nagyon futurisztikus világítás, vastag, újrahasznosított műanyagból készült karosszéria-burkolatok, izmos motorháztető, széles sárvédők és vízszintes Y alakú hátsó lámpák találhatók.
„A Dacia Bigster koncepció a márka fejlődését szimbolizálja” – mondta Alejandro Mesonero-Romanos tervezési igazgató. „Lényegében egy csipetnyi hűvösséggel és a szabadtéri szellemmel. Ez azt bizonyítja, hogy az akadálymentesítés semmilyen értelemben nem áll szemben a vonzerővel. Mi a Daciánál hiszünk ebben, és ez az autó a bizonyíték.”
A SUV a CMF-B platformra épül, a legújabb Logan és Sandero, Renault Clio és Captur, valamint a Nissan Juke és Note modellekkel közösen. A hajtásláncok kínálatát időben közzéteszik, de több benzinmotort és legalább egy hibridet kell tartalmaznia.
A Dacia Bigster világpremierje a 2024-es Párizsi Autószalonon volt. 2025 januárjában nyíltak meg a megrendelések. A modell full hibrid benzinmotorral és propán-butáán gáz (LPG) motorral elérhető az európai piacokon.

## Fordítás
Ez a szócikk részben vagy egészben  a   Dacia Bigster című román Wikipédia-szócikk ezen változatának fordításán alapul.  Az eredeti cikk szerkesztőit annak laptörténete sorolja fel. Ez a jelzés csupán a megfogalmazás eredetét és a szerzői jogokat jelzi, nem szolgál a cikkben szereplő információk forrásmegjelöléseként.
- A Wikimédia Commons tartalmaz Dacia Bigster témájú kategóriát.